# Шагара
Шагара — озеро в Клепиковском районе Рязанской области России. Входит в систему Клепиковских озёр. Площадь озера — 3,8 км².

## Физико-географическая характеристика
Шагара представляет собой проточное озеро реки Пра. Выше него по течению находится озеро Дубовое, ниже озеро Иванковское. Протокой Шагара также соединяется с озером Великое.
Озеро сильно заросло камышом. Берега озера болотистые.
На северном берегу озера находится деревня Дрошино, на западном деревня Ханино, на южном деревня Тюрвищи.

## Достопримечательности
Озеро находится на территории национального парка «Мещерский».

## Археология и палеоантропрология
На южном берегу озера проводятся археологические раскопки неолитических стоянок. Найдены массовые захоронения людей, убитых 5 тысяч лет назад. Под детским костяком был найден волосовский клад — 4 ожерелья.
Возле деревни Барское расположен Шагарский могильник, где в детском захоронении иванобугорской культуры (конец 3-го тыс. до н. э.) была обнаружена древнейшая в лесной полосе России керамическая модель каркасной лодки. Ныне экспонируется в ГИМ.